# Najas wrightiana
Najas wrightiana är en dybladsväxtart som beskrevs av Alexander Karl Heinrich Braun. Najas wrightiana ingår i släktet najasar, och familjen dybladsväxter. Inga underarter finns listade.